# Becerril de Campos
Becerril de Campos – gmina w Hiszpanii, w prowincji Palencia, w Kastylii i León, o powierzchni 78,96 km². W 2011 roku gmina liczyła 915 mieszkańców.